# Font del Cingle
La font del Cingle és una font del terme municipal de Sant Quirze Safaja, a la comarca del Moianès.
Està situada a 585 metres d'altitud, a la dreta del Tenes, al sud i a prop de Can Pereredes i del pont de la carretera BV-1341 damunt del Tenes.